# Gemensamma tillsynsmekanismen
Gemensamma tillsynsmekanismen (engelska: Single Supervisory Mechanism, SSM) är en av grundpelarna för bankunionen inom Europeiska unionen. Mekanismen innebär att banker inom euroområdet står under tillsyn av Europeiska centralbanken (ECB). Även andra medlemsstater kan välja att ingå i bankunionen på frivillig basis. Bulgarien och Kroatien valde att göra detta under 2020; Kroatien har senare infört euron (1 januari 2023). ECB övertog tillsynsansvaret den 4 november 2014.
SSM utgör en central del av bankunionen och inrättades tillsammans med den gemensamma resolutionsmekanismen.

## Lagstiftning
SSM styrs genom en europeisk förordning:
- Rådets förordning (EU) nr 1024/2013 av den 15 oktober 2013 om tilldelning av särskilda uppgifter till Europeiska centralbanken i fråga om politiken för tillsyn över kreditinstitut